# Zaniolepididae
Die Zaniolepididae sind eine aus drei Arten bestehende Familie von Meeresfischen, die im nordöstlichen Pazifik von der Kodiak-Insel vor der Südküste Alaskas, entlang der Ostküste Nordamerikas bis Baja California vorkommt.

## Merkmale
Die Fische haben einen mehr oder weniger langgestreckten, seitlich abgeflachten und von Ctenoidschuppen bedeckten Körper, einen zugespitzten Kopf und erreichen Längen von 15 bis 30 cm. Sie sind von grauer, brauner oder rötlicher Farbe. Die erste und die zweite Rückenflosse sind zusammengewachsen und nur durch eine Einbuchtung voneinander getrennt. In der Afterflosse finden sich drei bis vier Hartstrahlen. Die einzige Seitenlinie ist vollständig ausgebildet.

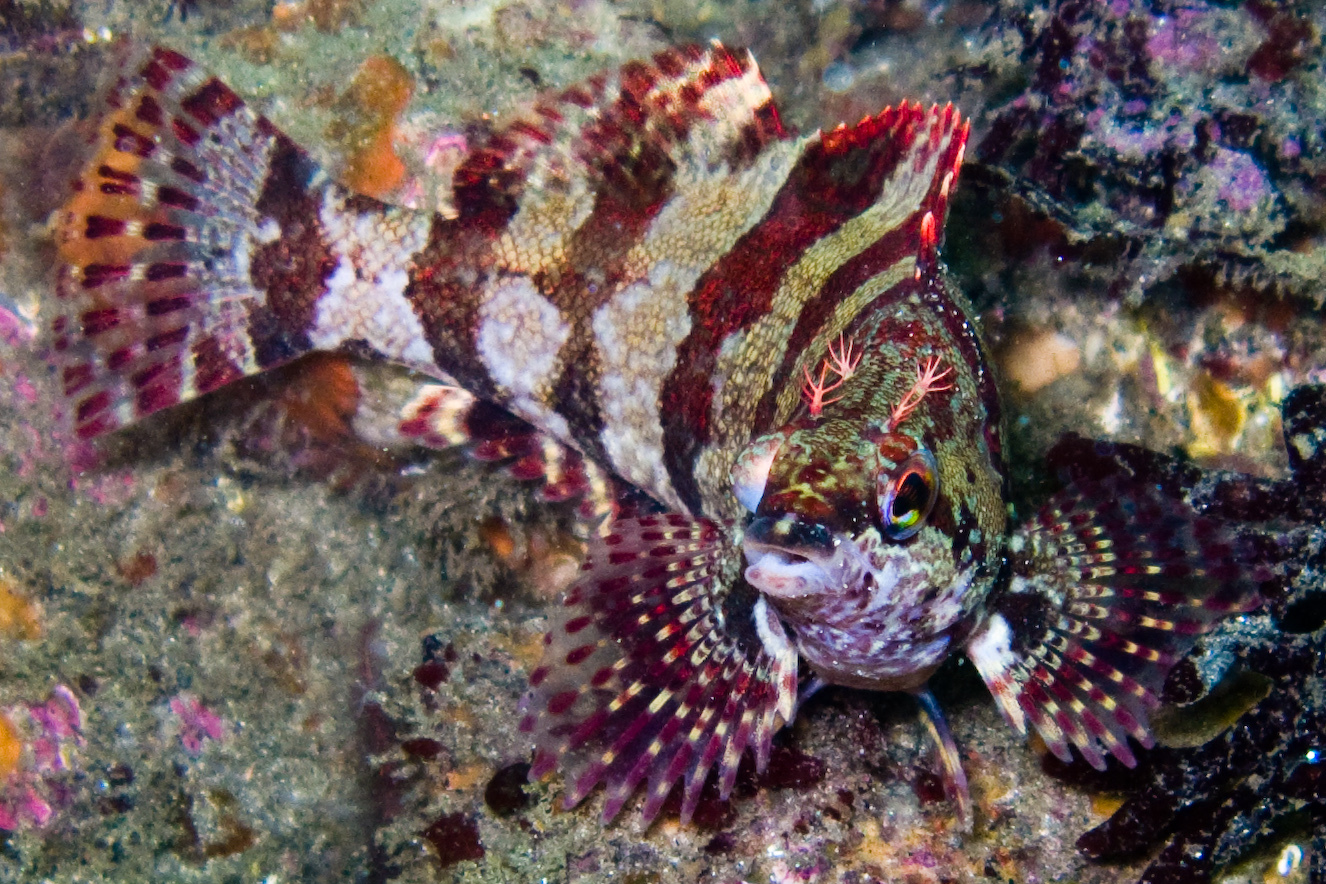
Anemonenwächter

## Systematik
- Unterfamilie Oxylebiinae
  - Gattung Oxylebius
    - Anemonenwächter (Oxylebius pictus)
- Unterfamilie Zaniolepidinae
  - Gattung Kammgrünlinge (Zaniolepis)
    - Zaniolepis frenata (Eigenmann & Eigenmann, 1889).
    - Zaniolepis latipinnis (Girard, 1858)

Das Taxon wurde 1882 durch die US-amerikanischen Ichthyologen David Starr Jordan und Charles Henry Gilbert als Unterfamilie Zaniolepinae innerhalb der Familie Hexagrammidae eingeführt und umfasste ursprünglich nur die Gattung Zaniolepis. Quast änderte den Namen 1965 zu Zaniolepidinae. 2014 wurde die Gruppe in den Familienrang (dann Zaniolepididae) erhoben und der Anemonenwächter (Oxylebius pictus) aufgrund morphologischer und genetischer Untersuchungen der Familie zugeordnet.